# Pomnik Sybiraków w Rzeszowie
Pomnik Sybiraków w Rzeszowie – rzeźba z brązu w Parku Sybiraków w Rzeszowie, odsłonięta 17 września 2014 roku w Światowym Dniu Sybiraka i w 75 rocznicę agresji ZSRR na Polskę. Autorem projektu pomnika jest Jakub Ataman. Rzeźbę wykonał artysta rzeźbiarz Michał Batkiewicz. Odlew powstał w Pracowni Brązowniczej Art-Studio w Szczyglicach koło Krakowa.
Rzeźba przedstawia zesłańca w czapce i płaszczu, brodzącego w śniegu na uginających się nogach. Idzie z trudem pod wiatr a w wychudzonych dłoniach ściska różaniec. Pozostawia za sobą 15 granitowych śladów stóp (tablic), w które zostały wpisane nazwy miejsc zesłania polskiej ludności na Syberię: Archangielsk, Irkuck, Jakucja, Kazachstan, Kołyma, Kraj Ałtajski, Krasnojarsk, Magadan, Nowosybirsk, Omsk, Pietropawłowsk, Swierdłowsk, Tobolsk, Wierchojańsk i Workuta.